# Нарын-Талача
Нары́н-Талача́ — село в восточной части Карымского района Забайкальского края. Административный центр сельского поселения «Нарын-Талачинское».
Население — 617 чел. (2021).

## География
Расположено на левом берегу реки Нарын, правом притоке Талачи, в 70 км к северо-востоку от районного центра, пгт Карымское, по южной стороне федеральной автомагистрали Р297 «Амур», расстояние по которой на запад до Читы — 120 км.

## Население
| 2002 | 2010 | 2021 |
| ---- | ---- | ---- |
| 650  | ↗679 | ↘617 |

## Предприятия и культура
В селе имеются средняя школа, детский сад, Дом культуры, ФАП. Основное занятие жителей — сельскохозяйственное производство в коллективном (кооперативное хозяйство «Талачинский») и личных подсобных хозяйствах. 
В 5 км южнее села находится место гибели комсомольцев А.Г. Бахаева и В.Д. Номоконова, убитых бандитами.